# پارلفون
پارلفون (به انگلیسی: Parlophone) نام یک ناشر موسیقی است که در سال ۱۸۹۶ در آلمان به وجود آمد. شاخه بریتانیای این ناشر موسیقی در سال ۱۹۲۳ تأسیس شد که اصلی‌ترین ناشر جاز آن دوره بریتانیا شناخته می‌شد. عمده شهرت پارلفون به دلیل همکاری و نشر آثار گروه‌های بزرگ و پیشرو بریتانیا است.